# Schreineria melanosoma
Schreineria melanosoma là một loài tò vò trong họ Ichneumonidae.